# مراسيم الحيازة الزراعية
مراسيم الحيازة الزراعية (Homestead Acts) عدة قوانين في الولايات المتحدة مكنت لمقدم طلب من خلالها الحصول على ملكية أراضي حكومية أو ملك عام، أطلق عليها عادة «حيازة» (homestead). فوُهب ما مجموعه أكثر من 160 مليون فدان (0.65 مليون كم2) من الأراضي العامة أي ما يقارب 10 ٪ من مساحة الولايات المتحدة إلى 1.6 مليون من حائزي الأراضي الجدد؛ وكانت معظم هذه الحيازات تقع غرب نهر المسيسبي.
توسيعاً لمبدأ الحيازة الزراعية في القانون والذي يسمح للشحص بتملك مورد طبيعي غير مملوك لأحد سابقاً عبر إجراءات التمليك الأصلي (Original appropriation)، كانت مراسيم الحيازة الزراعية تعبيراً عن سياسة «حزب التربة الحرة» الشمالي الذي أراد أن يمتلك ويدير المزارعون الأفراد مزارعهم الخاصة، في مقابل مالكي العبيد الجنوبيين الذين أرادوا شراء مساحات كبيرة من الأرض واستخدام الرقيق، وبالتالي اغلاق المجال على المزارعين البيض الأحرار.

## متطلبات الحيازة الزراعية
امتلكت مراسيم الحيازة الزراعية بعض المتطلبات المؤهلة. يجب أن يكون صاحب المزرعة أكبر فرد في العائلة أو يبلغ من العمر 21 عامًا على الأقل. توجّب على المزارعين العيش على الأرض المحددة وبناء منزل عليها وتطويرها وزراعتها لمدة خمس سنوات على الأقل. قُدرت رسوم الإيداع بثمانية عشر دولارًا.
يمكن أن يتأهل المهاجرون والمزارعون الذين لا يملكون أراضي خاصة بهم والنساء غير المتزوجات والعبيد السابقين. تغيرت شروط التأهل على مرّ السنين مع اختلاف المؤهلات القانونية للحصول على الجنسية، فكان المؤهل العنصري الأساسي هو مواطنة الفرد في البلد أو تقديمه لإعلان نية المواطنة. أصبح الأمريكيون من أصل أفريقي مؤهلين بعد صدور التعديل الرابع عشر في عام 1868، وأصبح الآسيويون الجنوبيون والآسيويون الشرقيون الذين ولدوا في الولايات المتحدة مؤهلين بقرار من الولايات المتحدة ضد وونغ كيم أرك في عام 1898، وظلت القليل من الأراضي عالية الجودة متاحة بحلول ذلك الوقت.
تأهّل المهاجرون أيضًا بعد السماح لهم بدخول البلاد فقط (وأيضًا مع السماح لهم بتقديم إعلان عن نيتهم في أن يصبحوا مواطنين). كان معظم المهاجرين من أوروبا خلال القرن التاسع عشر، واستُبعد الكثير من المهاجرين من جنوب وشرق آسيا، وسُمِح للمهاجرين المتطوعين من أفريقيا بالتأهل ولكنهم لم يكونوا شائعين.

## الممارسة العملية
وجد المستوطنون الأرض وقدموا مطالباتهم في مكتب الأرض الإقليمي، وعادة ما كانوا وحدات عائلية فردية على الرغم من تشكيل الآخرين لمجتمعات محلية متماسكة. تكونت المزرعة في كثير من الأحيان من عدة مبان أو منشآت إلى جانب المنزل الرئيسي.
أدت مراسيم الحيازة الزراعية لعام 1862 في وقت لاحق إلى ظهور ظاهرة جديدة، وهي التهافت الكبير على الأراضي كما حصل في أوكلاهوما لاند رينز في الثمانينيات والتسعينيات.

## النقد
تعرّضت مراسيم الحيازة الزراعية لسوء الاستخدام. شكّلت مساحة 640 فدانًا (260 هكتارًا) في المناطق القاحلة في شرق جبال روكي مساحة صغيرة جدًا لمزرعة صالحة للزراعة (على الأقل قبل الاستثمارات العامة الفيدرالية الكبرى في مشاريع الري)، وذلك على الرغم من أن القصد من منح الأراضي تجسّد في استخدامها للزراعة. تلاعب الناس في هذه المناطق بأحكام المراسيم للسيطرة على الموارد وخاصة المياه. أُنشئ مخطط شائع للشخص الذي يعمل في تسيير قطيع ماشية كبير للتقدم بطلب حيازة زراعية لأرض تحيط بمصدر للمياه بحجّة استخدامها كمزرعة.
يُحرم المزارعون الآخرون الذين يربون الماشية من استخدام مصدر المياه هذا بمجرد منح الأرض لأحد المزارعين الآخرين، فيؤدي هذا فعليًا إلى إغلاق الأرض العامة المجاورة للتنافس عليها. استخدم كل من الشركات الكبيرة والمضاربون هذه الطريقة أيضًا للحصول على ملكية الأراضي المنتجة للأخشاب والنفط. فرضت الحكومة الفيدرالية رسومًا على استخراج هذه الموارد من الأراضي العامة. كانت مخططات الحيازة الزراعية غير مجدية عمومًا بالنسبة للأراضي التي تحتوي على معادن قابلة للتحديد مثل الذهب والفضة، والتي يمكن السيطرة عليها من خلال مطالبات التعدين بموجب قانون التعدين لعام 1872، والتي لم تتقاضى الحكومة الفيدرالية رسومًا عليها.
لم تطور الحكومة طريقة منهجية لتقييم المطالبات بموجب مراسيم الحيازة الزراعية. اعتمدت مكاتب الأراضي على إفادات الشهود بأن صاحب المطالب قد عاش على الأرض للفترة الزمنية المطلوبة وحقق التحسينات المنشودة. رُشي بعض هؤلاء الشهود وتُواطأ مع المطالب أثناء الممارسة العملية.
كانت إحدى الممارسات الشائعة أن يطالب الأطفال المؤهلين من العائلات الكبيرة بأرض قريبة في أقرب وقت ممكن، وليس من الضرورة أن تكون عملية احتيال أو نصب. يمكن للعائلة بناء عقار كبير بعد بضعة أجيال لاحقة.
انتُقدت المزارع بأنها صغيرة للغاية بالنسبة للظروف البيئية في السهول الكبرى، وأنه لا يمكن للمزارعين الذين يستخدمون المحراث الحيواني وطريقة الحصاد في القرن التاسع عشر زراعة مساحة 1500 فدان الموصى بها لاحقًا لفلاحة الأراضي الجافة. يعتقد بعض العلماء أن حدود المساحة كانت معقولة عند كتابة المراسيم، ولكنهم اكتشفوا لاحقًا عدم فهم أحد للظروف المادية للسهول.
يقول الباحث هيو نيبلي أن حصول المزارعين على أجزاء كبيرة من الغابات المطيرة غرب بورتلاند من ولاية أوريغون من قبل شركة أوريغون لومبر بدأ من خلال مطالبات غير قانونية بموجب مراسيم الحيازة الزراعية. اكتشف المسح العشوائي في عام 1995 الذي شمل 178 عضوًا من أعضاء رابطة التاريخ الاقتصادي إلى أن 70% من الاقتصاديين و84% من المؤرخين الاقتصاديين عارضوا احتمال تمثيل سياسة الأراضي الأمريكية في القرن التاسع عشر (التي حاولت التبرع بالأراضي بشكل مجاني) لشبكة استنزاف القدرة الإنتاجية للبلاد".

## المراسيم المترابطة في بلدان أخرى

### كندا
صدرت قوانين مماثلة في كندا، فأقرت الجمعية التشريعية في أونتاريو قانوني المِنَح الحرة ومراسيم الحيازة الزراعية في عام 1868، وأدخلت خطة مشروطة لخطة المنح المجانية الحالية التي سبق أن أقرتها مقاطعة كندا (في ظل الاستعمار البريطاني) في قانون الأراضي العامة لعام 1860. مُدِد ليشمل الاستيطان في منطقة ريني ريفر بموجب قانوني مِنح ريني ريفر المجانية ومراسيم الحيازة الزراعية لعام 1886. وُحِدت هذه القوانين في عام 1913 في قانون الأراضي العامة الذي مُدِد في عام 1948 لتوفير منح مجانية للأفراد السابقين في القوات الكندية. أُلغيت أحكام المنح المجانية الأصلية للمستوطنين في عام 1951، وأُلغيت الأحكام المتبقية في عام 1961.
أقرّ برلمان كندا قانون أراضي السيادة في عام 1872 من أجل تشجيع الاستيطان في الأقاليم الشمالية الغربية. تقيد تطبيق القانون بعد إقرار قوانين الموارد الطبيعية في عام 1930 وأُلغي أخيرًا في عام 1950.
لم توسع الجمعية التشريعية في كيبك نطاق قانون مقاطعة كندا لعام 1860 (التي كانت كيبك الحديثة جزءًا منه في عام 1860)، ولكنها نصّت في عام 1868 على أن هذه الأراضي معفاة من الحجز، وأُعفيت ممتلكاتها في السنوات العشر الأولى من الاحتلال. عُرف لاحقًا باسم قانون حماية المستوطنين وأُلغي في عام 1984.
قدمت نيوفاوندلاند ولابرادور منحًا مجانية للأرض عند إثبات الملكية لمدة عشرين عامًا قبل عام 1977، وذلك مع الاستخدام المتواصل للأغراض الزراعية أو التجارية أو السكنية خلال ذلك الوقت. استمرت برامج مماثلة في العمل في ألبرتا وكولومبيا البريطانية حتى عام 1970. استمر منح بعض الأراضي في إقليم يوكون بموجب برنامج الأراضي الزراعية في أوائل القرن الحادي والعشرين.

### نيوزيلندا
قررت محكمة الأراضي الماورية أن جميع الأراضي التي لم يزرعها الماوريون كانت أراضي مهملة ويملكها التاج دون شراء، وذلك على الرغم من أحكام معاهدة وايتانغي لعام 1840 الخاصة ببيع الأراضي. امتلكت معظم مقاطعات نيوزيلندا قوانين الأراضي المهملة التي صدرت بين عامي 1854 و1877. استخدم قانون الأراضي لعام 1877 في مقاطعة أوكلاند مصطلح الحيازة الزراعية مع تخصيص يديره مجلس أراضي التاج.
وُجد تشريع مماثل في ويستلاند تبرّع بحوالي 75 فدانًا (30 هكتار) من الأراضي يدفع فيها المستوطنين تكلفة المسح. اضطروا للعيش هناك لمدة خمس سنوات وبناء منزل وزراعة ثلث الأرض إذا كانت مفتوحة بالفعل أو خمسها في حال لزوم إزالة الغابات الموجودة فيها. تعرضت الأرض للمصادرة إذا لم يزيلوا الشجيرات بشكل كافي مؤديًا ذلك إلى إزالة الغابات بسرعة.

### في مكان آخر في الإمبراطورية البريطانية
امتدت قوانين أراضي التاج البريطاني لتشمل العديد من أراضي الإمبراطورية، ولا يزال الكثير منها ساري المفعول إلى يومنا هذا. صدرت مثلًا قوانين الاختيار الأسترالية في مختلف المستعمرات الأسترالية بعد القوانين الأولى في عام 1861 في نيو ساوث ويلز.

## معرض صور

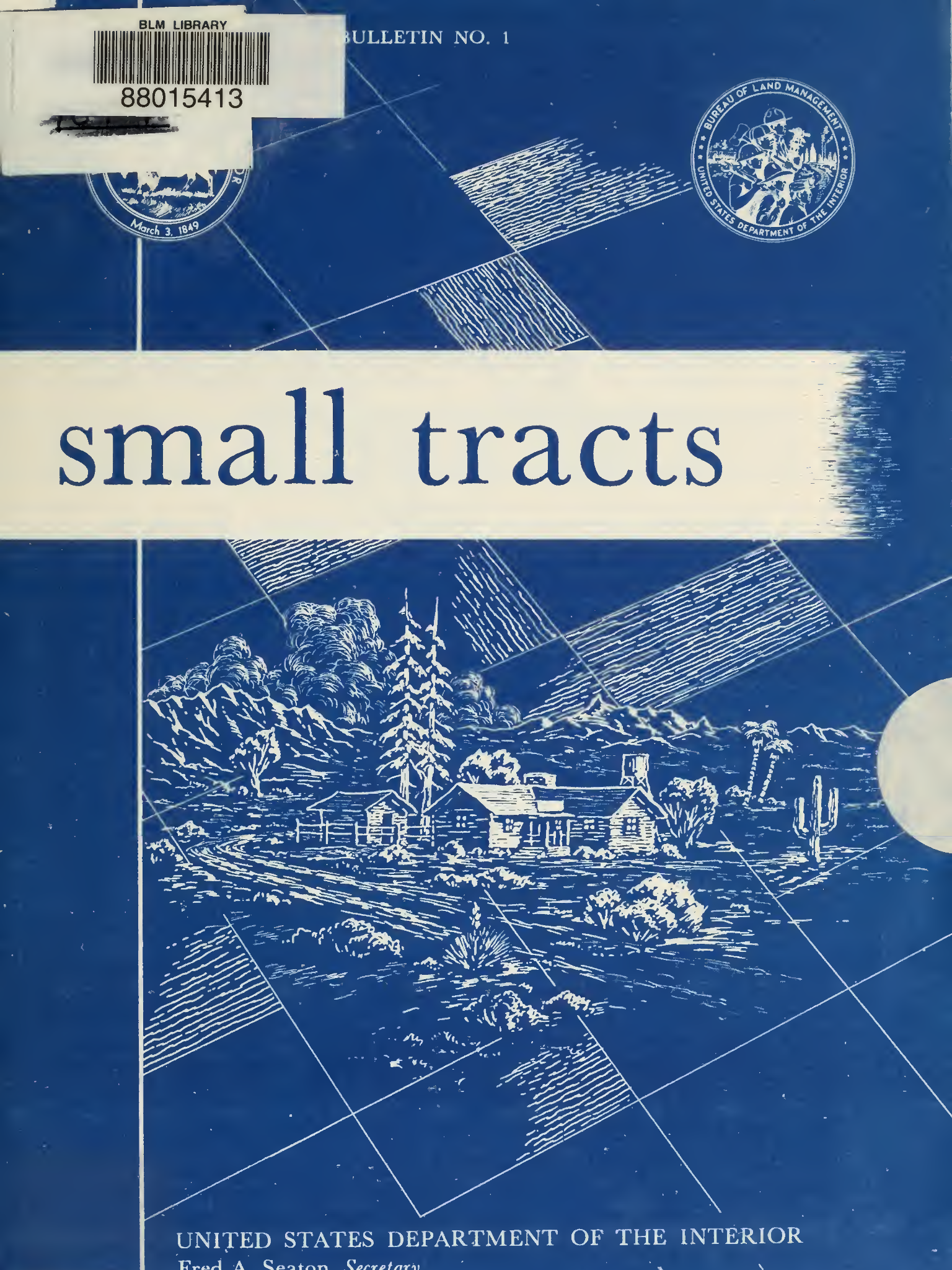
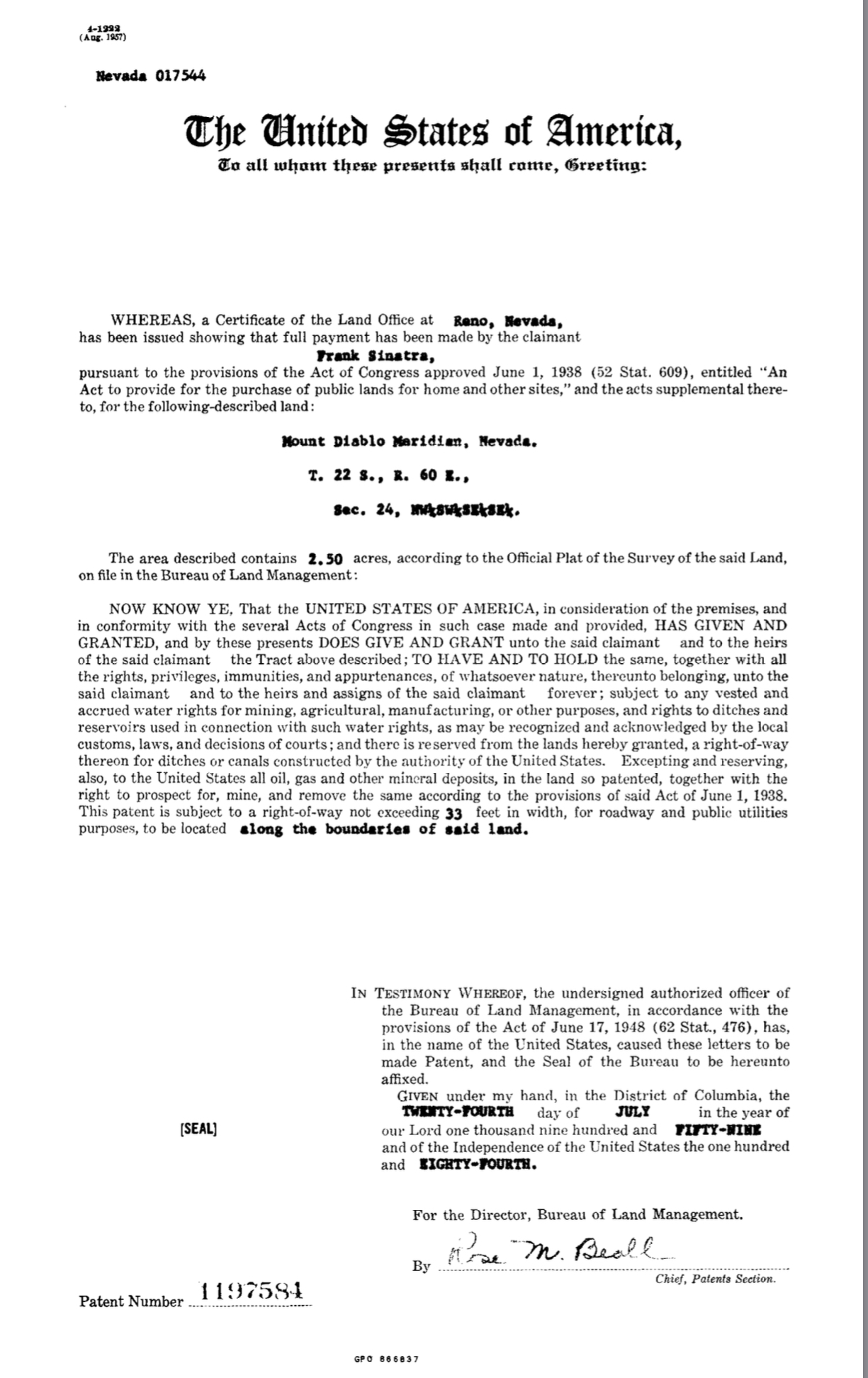
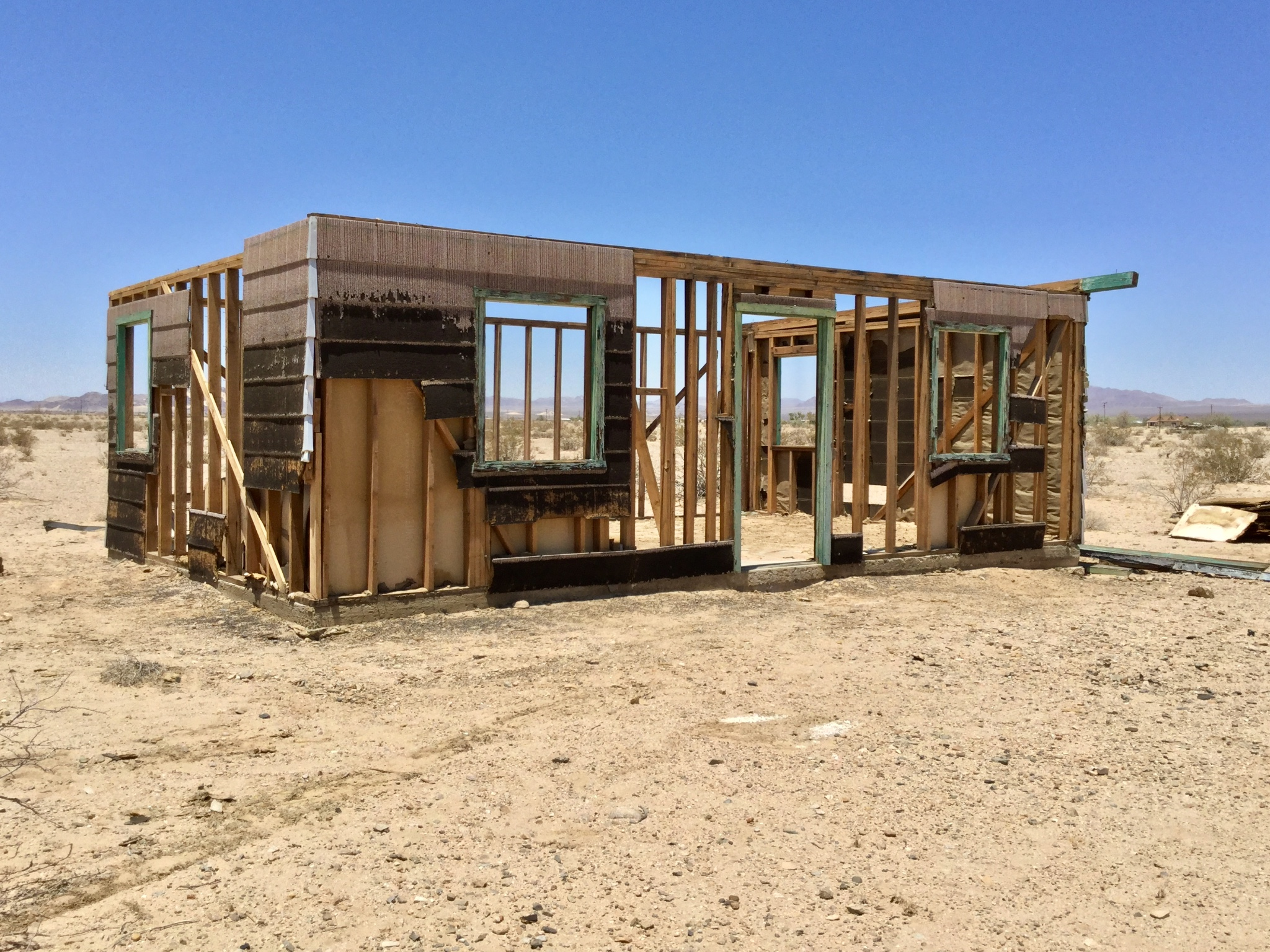